# Cala Egos

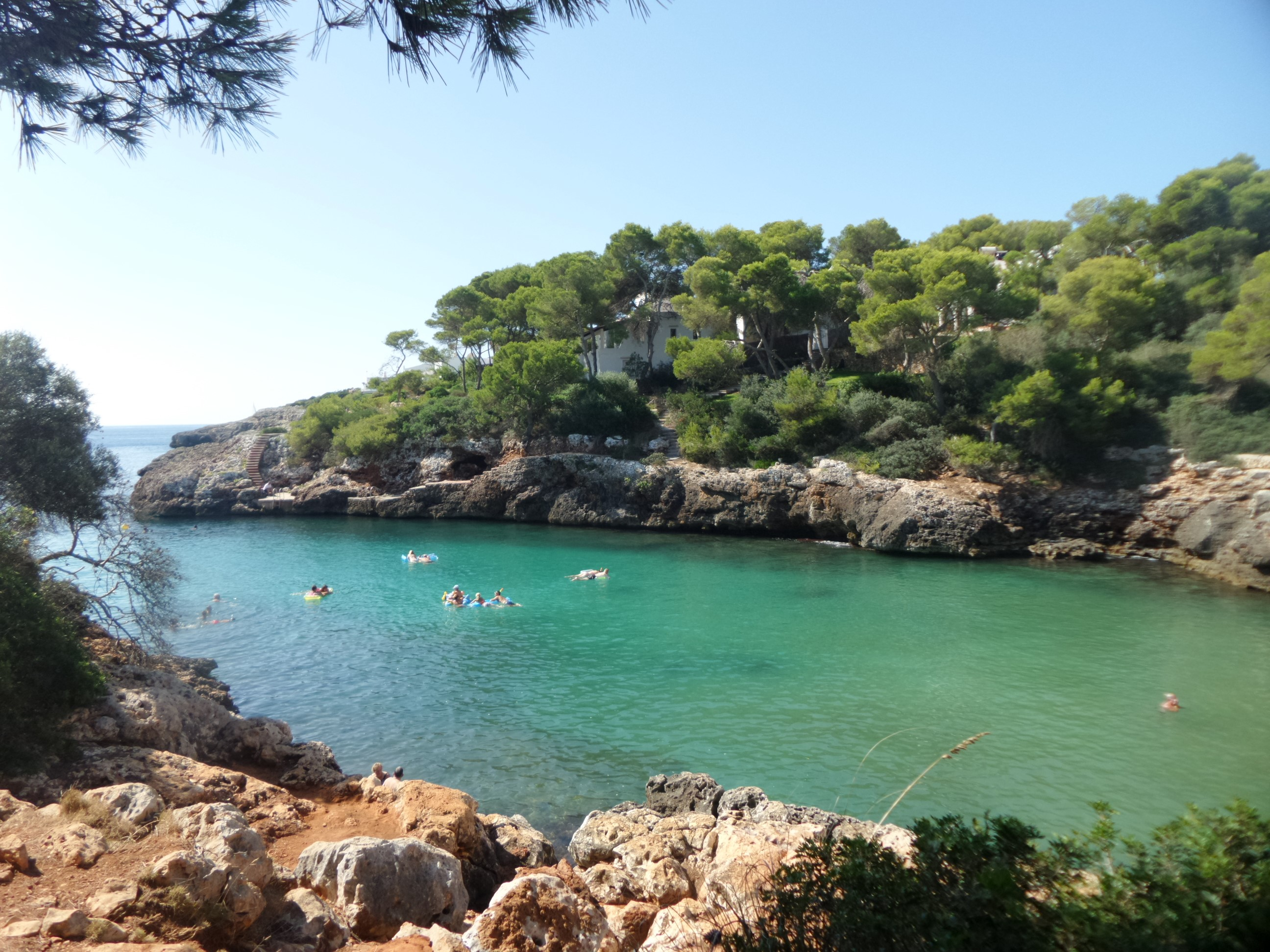
Vista de cala Egos.

Cala Egos (o caló de ses Egos, y antes conocida como caló de ses Egües) es una playa que está situada en la localidad española de Cala d'Or, municipio de Santañí, Mallorca. Se trata de una pequeña playa semiurbana de arena blanca, que a causa del turismo presenta un elevado grado de ocupación durante la época estival.
Esta playa diminuta, curva y de arena fina está rodeada de hoteles plantados en sus proximidades, cuyos clientes son los principales usuarios de la misma. En la zona, además de la playa, hay una piscina natural formada por piedras.
En la bocana estrecha de esta manga de mar, de unos 300 metros de longitud, se puede calar sobre fondos de arena, alga y alguna roca, a una profundidad que oscila entre los cinco y los diez metros.
El acceso por carretera a cala Egos se realiza sin dificultad, siguiendo las señalizaciones que indican cómo llegar hasta el aparcamiento gratuito contiguo a la playa.
Entre los hoteles que rodean la cala destacan el Hotel Alua Soul, el Cala d'Or Gardens, el Dolce Farniente y el Martha's.